# Foce
Foce település Franciaországban, Corse-du-Sud megyében. Lakosainak száma 152 fő (2022. január 1.). Foce Granace, Levie, Sartène és Sainte-Lucie-de-Tallano községekkel határos.

## Népesség
A település népességének változása:
| Lakosok száma | 51   | 82   | 94   | 126  | 144  | 148  | 152  | 150  | 151  | 152  |
|               | 1968 | 1982 | 1990 | 2006 | 2013 | 2015 | 2017 | 2019 | 2020 | 2022 |